# Pastoor van Arskerk (Delft)
De Pastoor van Arskerk was een voormalige rooms-katholieke parochiekerk in de wijk Hof van Delft in Delft. De koepelkerk was gewijd aan de heilige Johannes Maria Vianney.
Het kerkgebouw werd in de periode 1958-1959 gebouwd naar een ontwerp van de Delftse hoogleraar J.H. Froger in een strakke, moderne vormgeving met elementen van de vroege Bossche School. Het gebouw is met een zuivere cirkelvormige centraalbouw met een overkoepelde kernruimte, een voor deze periode vrij zeldzaam type, een architecturaal voorbeeld dat ook op landelijk niveau van belang is.
In 2008 sloot de kerk. Het gebouw werd na de fusie van alle Delftse parochies nog als jongerencentrum gebruikt. 
In 2021 werd de kerk grotendeels gesloopt om plaats te bieden aan zestien woningen.

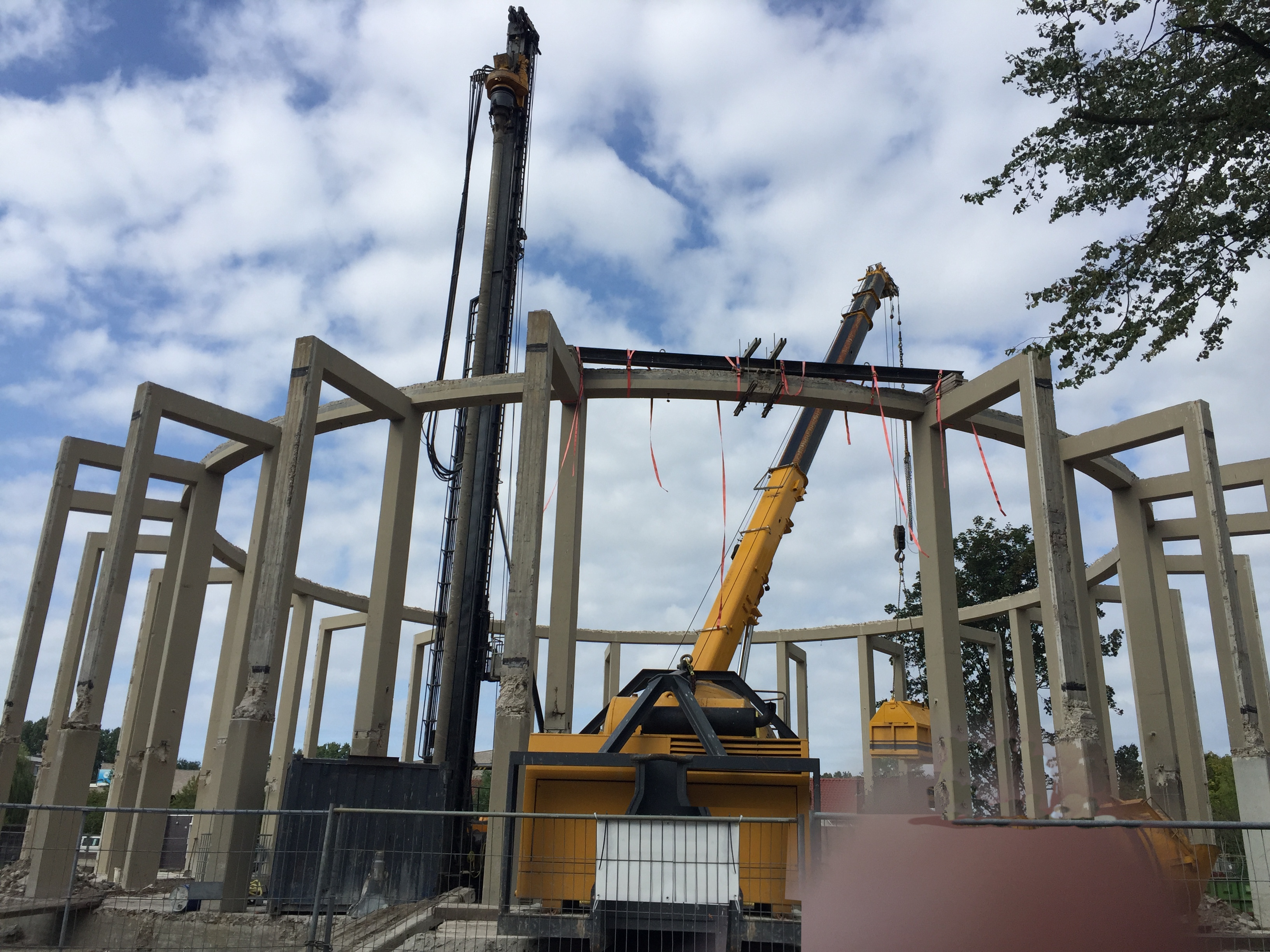
Grotendeels gesloopte kerk (2021)